# La Nave (Ischia)
La Nave è uno scoglio situato nella frazione di Panza, sull'Isola d'Ischia, in Campania. Si erge per una ventina di metri dal livello del mare e si trova in direzione NW rispetto al faro di Punta Imperatore. Circolano svariate leggende sulla formazione di questo particolare scoglio.